# Bataille du mont Olympe
Sauf précision contraire, les dates de cet article sont sous-entendues « avant l'ère commune » (AEC), c'est-à-dire « avant Jésus-Christ ».
guerre galatienne
La bataille du mont Olympe est une des batailles de la guerre galtienne.
Elle a eu lieu en 189 av. J.-C. entre les Gaulois galates d’Asie Mineure et la République romaine allié à Pergame.
La bataille a abouti sur une victoire romaine.

## Sources
- Livy, translated by Henry Bettison, (1976). Rome and the Mediterranean. London: Penguin Classics.  (ISBN 0-14-044318-5).
- Theodor Mommsen, « A History of Rome. Vol III », Project Gutenberg,‎ 1er mai 2004 (lire en ligne, consulté le 16 juillet 2007)
- Robert Pennell, « Ancient Rome : from the earliest times down to 476 A. D. », Project Gutenberg, 1er novembre 2004 (consulté le 16 juillet 2007)
- William Smith, « A Smaller History of Rome », Project Gutenberg, 1er novembre 2006 (consulté le 16 juillet 2007)